# El Cedral, Agua Dulce
El Cedral är en ort i Mexiko.   Den ligger i kommunen Agua Dulce och delstaten Veracruz, i den sydöstra delen av landet, 600 km öster om huvudstaden Mexico City. El Cedral ligger 41 meter över havet och antalet invånare är 320.
Terrängen runt El Cedral är platt, och sluttar österut. Runt El Cedral är det ganska glesbefolkat, med 42 invånare per kvadratkilometer. Närmaste större samhälle är Las Choapas, 13,3 km söder om El Cedral. I omgivningarna runt El Cedral växer i huvudsak städsegrön lövskog.